# Pampa Alegre
Pampa Alegre är en flygplats i Chile.   Den ligger i provinsen Provincia de Osorno och regionen Región de Los Lagos, i den södra delen av landet, 800 km söder om huvudstaden Santiago de Chile. Pampa Alegre ligger 20 meter över havet.
Terrängen runt Pampa Alegre är huvudsakligen platt. Pampa Alegre ligger nere i en dal. Runt Pampa Alegre är det ganska tätbefolkat, med 116 invånare per kvadratkilometer.. Närmaste större samhälle är Osorno, 3,2 km sydost om Pampa Alegre. 
I omgivningarna runt Pampa Alegre växer huvudsakligen savannskog.